# Giorgi Merebashvili
Giorgi Merebashvili est un footballeur géorgien, né le 15 août 1986 à Tbilissi. Il évolue au poste de milieu offensif.

## Biographie

### En club
Giorgi Merebashvili remporte trois titres de champion de Géorgie avec le Dinamo Tbilissi.
Le 23 juillet 2009, il inscrit un doublé en Ligue Europa face au club letton du Liepājas Metalurgs.

### En équipe nationale
Giorgi Merebashvili reçoit 16 sélections en équipe de Géorgie entre 2008 et 2011. 
Il joue son premier match en équipe nationale le 31 mai 2008 en amical contre le Portugal, et son dernier le 9 février 2011 contre l'Arménie, toujours en amical.
Il dispute 5 matchs comptant pour les tours préliminaires du mondial 2010.

## Palmarès
- Champion de Géorgie en 2008, 2013 et 2014 avec le Dinamo Tbilissi
- Vainqueur de la Coupe de Géorgie en 2009, 2013, et 2014 avec le Dinamo Tbilissi
- Vainqueur de la Supercoupe de Géorgie en 2009 et 2014 avec le Dinamo Tbilissi